# Sminthopsis murina
Espèce
Statut de conservation UICN

 LC  : Préoccupation mineure
La Souris marsupiale commune (Sminthopsis murina Waterhouse, 1838) est une souris marsupiale d'Australie

## Description

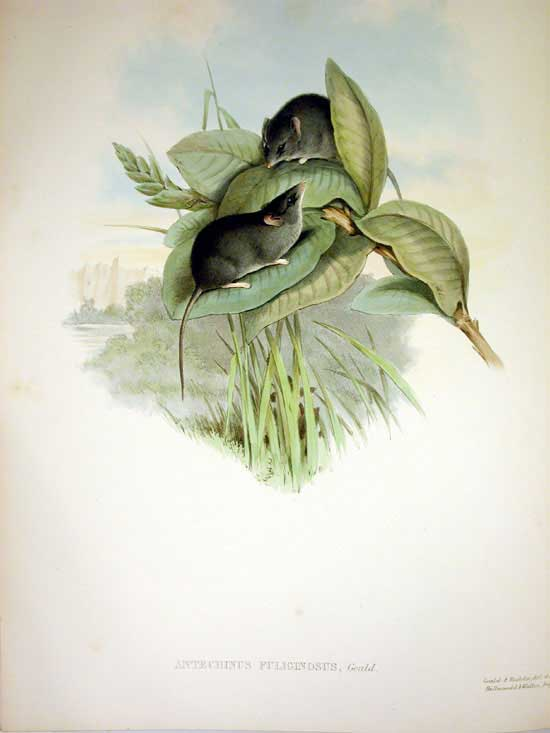
Sminthopsis murina par John Gould

Elle a une longueur moyenne de 7 à 12 centimètres avec une longueur moyenne de queue de 5,5 à 13 centimètres. Elle pèse  de 25 à 40,8 g pour les mâles et de 16,5 à 25,4 grammes pour les femelles.

## Distribution et habitat
Elle est originaire de l'est et de la côte et de l'intérieur du sud-est de l'Australie, depuis la péninsule du cap York à la région de Port Lincoln en Australie-Méridionale.
On en trouve deux sous-espèces:
- S. m. murina se trouve dans l'ensemble du territoire de distribution et
- S. mu. tatei entre Townsville et Cairns dans le Queensland.

Cette espèce vit à une altitude comprise entre 60 et 360 mètres et préfère les zones de précipitations moyennes comprises entre 30 et 85 centimètres par an. Elle habite les mallees, les forêts sèches, les terres boisées et les landes sèches, des zones au sol dénudé et aux arbustes rares, mais aussi des zones où le sol est couvert densément de feuilles et d'écorces au Victoria et les forêts tropicales humides et les marécages du Queensland.

## Reproduction et vie sociale
Sa saison de reproduction commence en Nouvelle-Galles du Sud entre septembre et mars de chaque année, avec la femelle commençant une nouvelle gestation après le sevrage de la portée précédente (BJ Fox, 1982). La femelle peut vivre une deuxième année, mais le mâle meurt en général après la période d'accouplement. La gestation est de 12,5 jours avec sevrage à 60-65 jours et la portée est habituellement de 8 à 10 petits. L'espèce est nocturne. (Fox et Whitford 1982)

## Alimentation
On a constaté qu'elle se nourrissait de préférence de coléoptères et de papillons de nuit avec d'autres proies possibles si disponibles. (Fox et Archer).